# John B. Boucher
Pour les articles homonymes, voir Boucher.
Cet article possède un paronyme, voir Jean Boucher.
John B. Boucher est un chef métis canadien.
Il est actif dans la vie politique des Métis dès les années 1960. Il a siégé sur le Comité consultatif pour les Autochtones de la GRC et a été membre du Sénat de la nation Métis de la Saskatchewan ainsi qu'un membre du Ralliement national des Métis. 
Lorsque Nelson Mandela vient en visite au Canada le 24 septembre 1998, le sénateur Boucher lui présente une ceinture fléchée qu'il lui attache autour de la taille. Mandela la portera par la suite au moment de son discours à la Chambre des communes du Canada.
Il reçoit l'Ordre du Canada en 2002. 